# Malte Ristau-Winkler
Malte Ristau-Winkler (auch Malte Ristau; * 1952 in Recklinghausen) ist ein deutscher Sozialwissenschaftler,  war sozialdemokratischer Parteifunktionär und zuletzt Leiter der Grundsatzabteilung im Bundesministerium für Arbeit und Soziales unter Ursula von der Leyen (CDU).
Ristau-Winkler war Geschäftsführer der Historischen Kommission der SPD unter dem Vorsitz von Susanne Miller und arbeitete ab 1998 beim Parteivorstand der SPD, u. a. im erfolgreichen Bundestagswahlkampf 1998. 2002 wurde er Abteilungsleiter Familie, Wohlfahrtspflege, Bürgerschaftliches Engagement im Bundesfamilienministerium unter Renate Schmidt (SPD). Dort trug er zur Einführung des Elterngeldes bei. 2010 wechselte er  als Abteilungsleiter für Grundsatzfragen des Sozialstaats und der Sozialen Marktwirtschaft in das Bundesarbeitsministerium. 2014 schied er nach dem Wechsel zu Andrea Nahles aus.
Daneben befasst er sich mit dem Schriftsteller Karl May.
Er ist verheiratet mit Ruth geb. Winkler.

## Schriften
- (Hrsg. mit Alfred Georg Frei): Identität durch Geschichte: Leitziel Emanzipation. Beitr. zur Funktion von Geschichte im polit. Bewusstsein, 1985
- (mit Ruth Winkler): Aktionshandbuch Frauenarbeit, Bonn 1987
- (Hrsg. mit Susanne Miller): Erben deutscher Geschichte. DDR – BRD: Protokolle einer histor. Begegnung, Reinbek 1988, ISBN 978-3-499-12348-1
- (Hrsg. mit S. Miller): Gesellschaftlicher Wandel, soziale Demokratie: 125 Jahre SPD: historische Erfahrungen, Gegenwartsfragen, Zukunftskonzepte: Forum der Historischen Kommission, Bund, Köln 1988, ISBN 978-3-7663-3133-5
- (Hrsg. mit Michael Scholing, Johannes Wien): Tanker im Nebel: zur Organisation und Programmatik der SPD, Marburg 1992, ISBN 978-3-89472-071-1
- mit Wolfgang Willmann: Figurenwelten nach Karl May: Spiel- und Sammelfiguren aus Zinn, Masse und Kunststoff, Bamberg 2015, ISBN 978-3-7802-0128-7